# Albia Dominica
Albia Dominica (aussi mentionnée comme Dominica, Albia Domnica, Domnica, ou Domnica Augusta) (née v. 337 et morte après 378) est une impératrice romaine, la femme de l'empereur Valens, qui a régné de 364 à 378 et fut empereur de l'Est et co-empereur avec son frère Valentinien Ier.

## Biographie

### Origines et mariage
Albia Dominica était la fille du préfet du prétoire, puissant et impopulaire, Petrone, détesté pour son avidité et sa cruauté. L'impopularité de son père était si grande qu'elle a mené à la rébellion de Procope, un rival de Valens, en 365.
Albia Dominica a épousé Valens vers 354 avant qu'il ne devienne empereur et eut deux filles, Anastasia et Carosa, avant qu'elle n'ait porté un fils et héritier, Valentinianus Galates (366-370).
Selon Socrate de Constantinople et Sozomène, les deux filles ont été instruites par Marcien, un ancien palatinus (chambellan). Marcien était devenu un prêtre novatianiste.

### Scandales religieux
Dominica était arienne et a persécuté les catholiques fidèles aux principes nicéens. Elle défend l'évêque arien de Constantinople, Démophile contre les catholiques qui veulent l'en faire chasser. On suppose qu'elle a beaucoup influencé Valens qui est un des rares empereurs à protéger les ariens.
Valens a péri à la bataille d'Adrianople contre les Goths le 9 août 378. Les circonstances exactes de sa mort sont inconnues. Les Goths ont alors continué à se déplacer vers l'est et ont attaqué Constantinople. Parce qu'il n'y avait aucun empereur pour mener les forces, l'impératrice Dominica a été contrainte d'organiser une contre-attaque. Elle a payé les salaires des soldats avec le trésor impérial, ainsi qu'à tous les volontaires civils qui ont été enclins à s'armer contre les envahisseurs.
Après la mort de son mari elle a régné comme régente de facto et a défendu Constantinople contre les Goths attaquant jusqu'à ce que son successeur, Théodose soit arrivé.  Selon Socrate le Scolastique et Sozomène, Dominica a recruté des volontaires civils pour défendre Constantinople des Goths. La dépense a été payée par le trésor impérial qu'elle a administré.
La date et les circonstances de sa mort restent inconnus. Selon Jean Chrysostome, elle aurait été exilée avant d'obtenir l'autorisation de l'empereur Théodose de venir finir ses jours à Constantinople.